# Calverton, Maryland
Calverton är en ort i Prince George's County i delstaten Maryland, USA.